# 김옥라
김옥라(한국 한자: 金玉羅, 1918년 9월 27일~2021년 8월 30일)는 대한민국의 사회기관단체인이다. 종교는 개신교(감리교)이다.
강원도 고성군 간성읍 출신으로, 1945년 일본 도시샤여자대학 영문과를 졸업하였고, 후에 연세대학교연합신학대학원 석사, 연세대학교대학원 신학 박사 과정을 수료하였다.
1969년-1974년 기독교대한감리회 여선교회 전국연합회 회장을 시작으로 1976년-1981년 세계감리교 여성연합회 동남아지역 회장을 거쳐 1981년-1986년 세계감리교 여성연합회(World Federation of Methodist Uniting Church Women) 회장 및 세계감리교협의회 임원을 지냈다. 이 기간 동안 김옥라는 세계감리교 여성연합회를 UN의 NGO로 가입시키기도 하였다. 이후 1986년-1991년 세계감리교 여성연합회 명예회장을 지냈다.
1975년 기독교대한감리회 정동제일교회 장로 안수를 받았으며 현재 명예장로로 활동중이다.
김옥라는 1990년에 작고한 남편 고 나익진과 함께 '사회에 자원봉사 정신을 심고, 사랑의 공동체를 이룬다'는 목적으로 1986년 12월 13일 사회복지법인 각당복지재단을 설립하여, 이사장과 명예이사장으로 재직하였다. 각당복지재단은 비행청소년 상담, 호스피스 자원봉사, 죽음준비교육, 애도상담의 4가지 사업을 중심으로 사회복지활동을 펼쳐나가고 있다.
60여 년 동안 걸스카우트·사회복지·자원봉사 운동을 해온 김옥라는 대한민국 사회공헌 분야의 ‘대모(代母)’로 불린다.
자원봉사활동기본법 제17조에 의한 법정단체인 한국자원봉사협의회(http://www.vkorea.or.kr/)설립(설립일%5B깨진+링크(과거+내용+찾기)%5D: 1994년 4월 11일/세종문화회관 대회의실)에 헌신적으로 기여하였다. 창립 총회 임시 의장은 김집 한국청소년연맹 총재가 주재하였고 김옥라 한국자원봉사능력개발연구회 회장이 경과 보고를 하였다.
특히 한국자원봉사협의회가 탄생 되기 까지의 일정을 요약하면,1992년 10월(정무2장관실 주최)'자원봉사 활성화'를 주제로 한 세미나 개최, 1992년 6월 20일(대한적십자사 강당) 세미나 후 한국자원봉사단체협의회 구성을 위한 준비위원으로 대한적집자사 강연훈 총재, 한국사회복지협의회 박숙현 회장, 한국자원봉사능력개발연구회 김옥라 회장이 선출되었다. 선출된 준비위원들은 6개월 간 수차례 모임을 가지고 협의를 거듭했다. 실무위원으로 윤석인 대한접십자사 사회봉사부장, 김기선 한국사회복지협의회 복지부장, 이강현 전 한국자원봉사연합회 사무총장이 위촉 되어 활동했다.
한국자원봉사단체협의회 초대 임원 현황 * 회장: 강영훈 대한적십자사 총재, *부회장: 김옥라 회장, 이윤구 박사, 주선애 회장, 차윤근 회장, 이종균 회장, 김집 총재 *감사: 김용성 회장, 변창남 회장
1999년에는 모교인 도시샤여자대학에서 명예문화박사학위를 수여하였으며, 2002년에는 비추미 여성대상의 여성 문화·언론 및 사회공익 분야인 달리상, 2007년에는 실천신학대학원대학교에서 명예실천신학박사 수여 및 사회복지활동을 통한 사회공헌을 인정받아 국민훈장 동백장을 수상하였다.

## 가족 관계
- 배우자: 나익진(1915년~1990년)
  - 아들: 라제민, 라제훈, 라제관, 라제건